# Kategoriteori

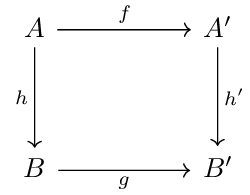

Kategoriteori är en gren av den moderna matematiken. Kategorier definierades först 1945 av Samuel Eilenberg och Saunders MacLane i samband med studier av relationen mellan topologi och algebra. Teorin är nu ett självständigt område med tillämpningar inte bara inom algebraisk topologi utan även algebraisk geometri, teoretisk datavetenskap och teoretisk fysik. 
En (lokalt liten) kategori ges av två data: en klass av objekt och, för varje par av objekt X och Y, en mängd av morfismer eller morfier från X till Y. Morfismer illustreras ofta som pilar mellan dessa objekt. Detta beteckningssätt kommer sig av att ofta objekten i kategorin består av mängder med någon extra struktur, och morfismerna består av funktioner mellan objekt som uppfyller något villkor med avseende på strukturerna. Dock behöver objekt i kategorier inte bestå av mängder, och morfismerna kan inte nödvändigtvis tolkas som funktioner.

## Exempel på kategorier
Det kanske enklaste exemplet på en kategori är kategorin av mängder, ofta betecknad {\displaystyle {\bf {Set}}} (efter engelsk förebild) eller {\displaystyle {\bf {Ens}}} (efter fransk dito). Här ges objekten av alla mängder och morfismerna av alla funktioner mellan dessa. Andra vanliga kategorier ges av algebraiska strukturer och strukturbevarande avbildningar mellan dessa, såsom
- {\displaystyle {\bf {Grp}}}, kategorin av grupper och grupphomomorfismer;
- {\displaystyle {\bf {Ring}}}, kategorin av ringar och ringhomomorfismer;
- för varje kropp {\displaystyle k} kategorin {\displaystyle {\bf {{}Vec}}_{k}} av {\displaystyle k}-vektorrum och linjära avbildningar mellan dessa;
- {\displaystyle {\bf {Pos}}}, kategorin av partiellt ordnade mängder och ordningsbevarande avbildningar mellan dessa.

En annan grupp av exempel ges av olika typer av rum, såsom
- {\displaystyle {\bf {Top}}}, kategorin av topologiska rum och kontinuerliga funktioner;
- {\displaystyle {\bf {Met}}}, kategorin av metriska rum och kontraktiva avbildningar mellan dessa;
- {\displaystyle {\bf {Ban}}}, kategorin av banachrum och linjära kontraktiva avbildningar mellan dessa.

Även individuella objekt kan betraktas som kategorier:
- En mängd kan betraktas som en kategori vars objekt är mängdens element och vars enda morfismer är motsvarande identitetsmorfismer.
- En grupp kan betraktas som en kategori med ett enda objekt och med en morfism för varje gruppelement; sammansättning av morfismer är multiplikation av gruppelementen.
- En partiellt ordnad mängd {\displaystyle (X,\preceq )} kan betraktas som en kategori vars objekt är elementen i {\displaystyle X} och vars morfismer bestäms av ordningsrelationen: om {\displaystyle x\preceq y} låter man det finnas precis en morfism från {\displaystyle x} till {\displaystyle y}; i övrigt finns inga morfismer.

De sista tre exemplen visar att morfismerna inte behöver vara funktioner. Ett annat exempel där morfismerna inte är funktioner i vanlig mening ges av homotopikategorin {\displaystyle {\bf {hoTop}}}, vars objekt är topologiska rum och vars morfismer är homotopiklasser av kontinuerliga funktioner.

## Konkreta kategorier
I många kategorier består objekten av mängder med någon extra struktur, och morfismerna av sådana vanliga funktioner mellan objekt som "respekterar" strukturerna. Sådana kategorier kallas konkreta.
Den formella definitionen är litet generellare, men därför också abstraktare. En konkret kategori definieras som ett par (C,U), där C är en kategori, och U är en (kovariant) trogen funktor från C till kategorin Set av mängder med vanliga mängdavbildningar som morfismer. Kategorin C är konkretiserbar om det finns en sådan funktor U, och varje sådant U är en konkretisering av kategorin C. Samtliga kategorier givna ovan är konkretiserbara förutom {\displaystyle {\bf {hoTop}}}, homotopikategorin av topologiska rum.

## Funktorer
Givet två kategorier {\displaystyle {\mathcal {C}}} och {\displaystyle {\mathcal {D}}}, så är en funktor {\displaystyle F} ett par av tillordningar {\displaystyle (F_{0},F_{1})} där {\displaystyle F_{0}} avbildar objekt i {\displaystyle {\mathcal {C}}} på objekt i {\displaystyle {\mathcal {D}}} och {\displaystyle F_{1}} avbildar morfismer i {\displaystyle {\mathcal {C}}} på morfismer i {\displaystyle {\mathcal {D}}}, på ett sätt som respekterar sammansättning av morfismer i de båda kategorierna. Om nämligen {\displaystyle f} och {\displaystyle g} är sammansättningsbara morfismer i skall det gälla att
{\displaystyle F_{1}(f\circ g)=F_{1}(f)\circ F_{1}(g).}
Här sker sammansättningen av {\displaystyle f} och {\displaystyle g} i kategorin {\displaystyle {\mathcal {C}}}, medan sammansättningen av {\displaystyle F_{1}(f)} och {\displaystyle F_{1}(g)} sker i kategorin {\displaystyle {\mathcal {D}}}. Speciellt måste {\displaystyle F_{1}(f)} och {\displaystyle F_{1}(g)} vara sammansättningsbara morfismer, vilket ställer krav på avbildningen {\displaystyle F_{0}}. Se artikeln funktor för detaljer. Det är brukligt att utelämna avbildningens index och alltså använda samma bokstav (här {\displaystyle F}) för både {\displaystyle F_{0}} och {\displaystyle F_{1}}.
På samma sätt som till exempel grupphomomorfismer är strukturbevarande avbildningar mellan grupper och kontinuerliga funktioner är strukturbevarande avbildningar mellan topologiska rum, är funktorer strukturbevarande avbildningar mellan kategorier.